# Morgunblaðið
Morgunblaðið ( i.e. El Periódico de la Mañana) es un periódico de Islandia, fundado en noviembre de 1913. Desde 2009, lo dirige el ex primer ministro, Davíð Oddsson.